# Fator de atrito de Fanning
O fator de atrito de Fanning, em homenagem a J. T. Fanning (1837-1911), é um número adimensional usado em cálculos de fluxos de fluidos. É relacionado a tensão de cisalhamento na parede como:
{\displaystyle \tau ={\frac {f\rho v^{2}}{2}}}
onde:
- {\displaystyle \tau } é a tensão de cisalhamento na parede
- {\displaystyle f} é o fator de atrito de Fanning do tubo
- {\displaystyle v} é a velocidade do fluido no tubo
- {\displaystyle \rho } é a densidade do fluido

A tensão de cisalhamento na parede pode, por sua vez, estar relacionada com a perda de pressão multiplicada pela tensão de cisalhamento na parede pela área da parede ({\displaystyle 2\pi RL} para um tubo) e dividindo pela área de fluxo transversal ({\displaystyle \pi R^{2}}  para um tubo).
O atrito por perda de carga pode ser relacionado a perda de pressão devido ao atrito pela divisão da perda de pressão pelo produto da aceleração devido à gravidade e a densidade do fluido. Portanto, a relação entre o atrito e o fator de atrito de Fanning é:
{\displaystyle h_{f}={\frac {2fv^{2}L}{gD}}}
onde:
- {\displaystyle h_{f}} é a perda por atrito (de carga) do tubo.
- {\displaystyle f} e o fator de atrito de Fanning do tubo.
- {\displaystyle v} é a velocidade do fluido no tubo.
- {\displaystyle L} é o comprimento do tubo.
- {\displaystyle g} é a aceleração da gravidade local.
- {\displaystyle D} é o diâmetro do tubo.

## Fórmulas do fator de atrito de Fanning
Este fator de atrito é um quarto do fator de atrito de Darcy, por isso atenção deve ser dada ao notar-se qual deles está representado no gráfico "fator de atrito" ou equação consultada. Dos dois, o fator de atrito Fanning é o mais comumente utilizado por engenheiros químicos e aqueles que seguem a convenção britânica.
Casos especiais do fator de atrito Fanning são dados abaixo. Outros valores podem ser extraídos do artigo sobre conjunto de fórmulas do fator de atrito de Darcy.
O fator de atrito para fluxo laminar em tubos redondos é muitas vezes considerado como sendo:
{\displaystyle f={\frac {16}{Re}}}
onde {\displaystyle Re} é o número de Reynolds do fluxo.
Para um canal quadrado o valor usado é:
{\displaystyle f={\frac {14.227}{Re}}}
São propostos equacionamentos para o escoamento laminar de fluidos em tubos de seção transversal elíptica.